# Hawk-Wieselmaki
Der Hawk-Wieselmaki (Lepilemur tymerlachsoni) ist eine auf Madagaskar lebende Primatenart aus der Gruppe der Wieselmakis innerhalb der Lemuren. Die Art wurde 2006 erstbeschrieben, der Name ehrt Howard und Rhonda Hawk, die die Erforschung und Erhaltungsmaßnahmen der madagassischen Primaten unterstützten.

## Merkmale
Hawk-Wieselmakis sind mittelgroße Vertreter ihrer Gattung. Sie erreichen eine Kopfrumpflänge von 22 bis 24 Zentimeter, wozu noch ein 23 bis 27 Zentimeter langer Schwanz kommt. Das Gewicht beträgt 0,8 bis 1,0 Kilogramm. Ihr Fell ist am Rücken graubraun und am Bauch hellgrau gefärbt. Der obere Teil des Rückens, die Oberarme und Oberschenkel können einen leichten Rotstich haben. Der rundliche Kopf trägt ein graues Gesicht, die Augen sind wie bei allen Wieselmakis relativ groß.

## Verbreitung und Lebensraum
Hawk-Wieselmakis kommen nur auf der Insel Nosy Be, die vor der Nordwestküste Madagaskars gelegen ist, vor. Ihr Lebensraum sind Regenwälder, sie können aber auch auf Plantagen vorkommen.
Die Systematik der Wieselmakis Nordwest-Madagaskars ist umstritten, es ist möglich, dass der Hawk-Wieselmaki mit einer auf dem Festland lebenden Population zu einer Art zusammengefasst werden muss.

## Lebensweise
Hawk-Wieselmakis sind nachtaktiv und halten sich meist in den Bäumen auf. Sie schlafen tagsüber in Baumhöhlen oder im dichten Pflanzenbewuchs, um in der Nacht auf Nahrungssuche zu gehen. Ihre Nahrung besteht vorrangig aus Blättern, daneben nehmen sie auch Früchte und Blüten zu sich.

## Gefährdung
Über den Gefährdungsgrad dieser Art gibt es keine Angaben, doch gibt es mit dem Lokobe-Naturpark einen geschützten Bereich auf der Insel. Die IUCN listet die Art unter „zu wenig Daten vorhanden“ (data deficient).